# Viktorie Sasko-Kobursko-Saalfeldská

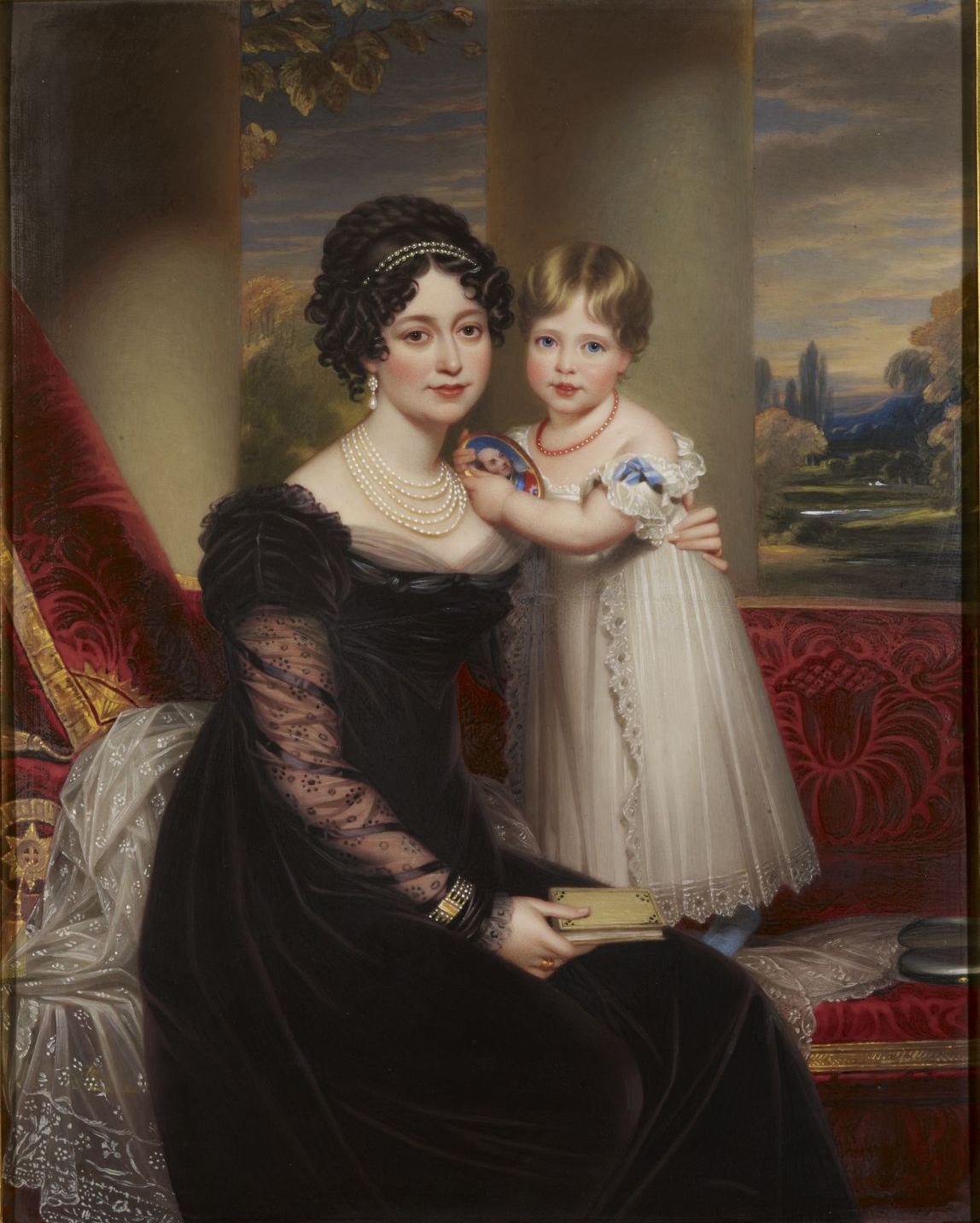
Viktorie, vévodkyně z Kentu, se svou dcerou Viktorií, pozdější britskou královnou (1821).

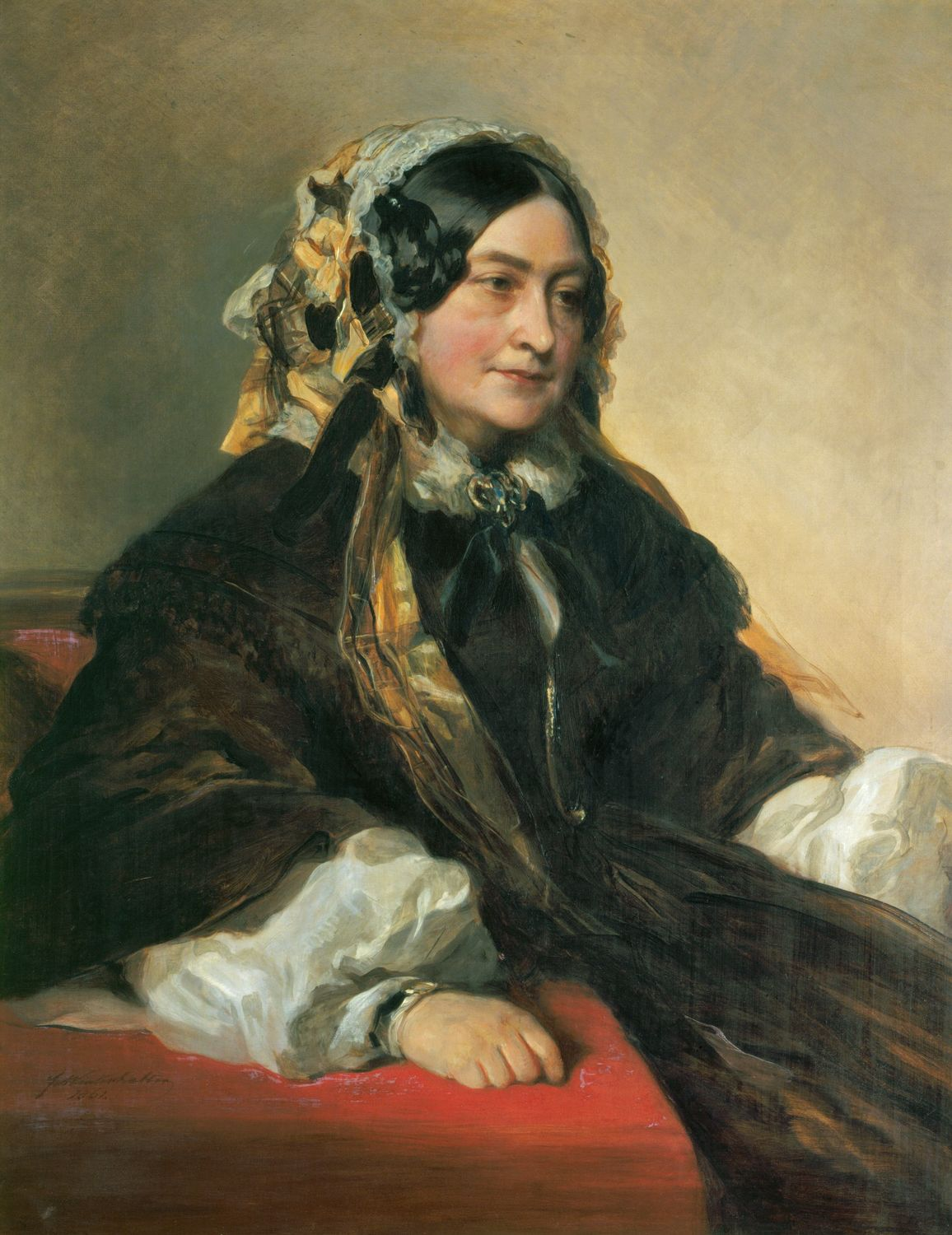
Viktorie, vévodkyně z Kentu (F. X. Winterhalter, 1861)

Viktorie Sasko-Kobursko-Saalfeldská (plným jménem německy Maria Luisa Victoire von Sachsen-Coburg-Saalfeld,17. srpna 1786, Coburg – 17. března 1861, Frogmore House, Windsor) byla rodem saská princezna a sňatkem vévodkyně z Kentu, matka britské královny (královna matka) Viktorie.

## Biografie

### Původ, mládí
Viktorie se narodila jako čtvrtá z pěti dcer vévody Františka Sachsen-Coburg-Saalfeld a jeho manželky Augusty Reuss (ta byla považována za jednu z nejkrásnějších žen své doby). Jednou z jejích sester byla Juliana Sachsen-Coburg-Saalfeld, sňatkem ruská velkokněžna Anna Fjodorovna, a bratrem belgický král Leopold I.

### Manželství, potomci
Ve věku 17 let, 21. prosince roku 1803, se v Coburgu provdala za knížete Emicha Karla z Leiningenu, vdovce po její tetě. Věkový rozdíl mezi manželi byl 23 let a Emich Karel zemřel v roce 1814, jedenáct let po svatbě. Z jejich manželství vzešly dvě děti, syn a dcera:
- Karel Frederik Vilém Emich (12. září 1804 – 13. listopadu 1856), ⚭ 1829 hraběnka Maria Klebelsberg (27. března 1806 – 28. října 1880)
- Anna Feodora Augusta Šarlota Vilemína (7. prosince 1807 – 23. září 1872), ⚭ 1828 Arnošt I. z Hohenlohe-Langenburgu (7. května 1794 – 12. dubna 1860), kníže z Hohenlohe-Langenburgu

O čtyři roky později, 11. července roku 1818 se ve svých dvaatřiceti letech v Amorbachu provdala podruhé, a to za Eduarda Augusta, vévodu z Kentu, čtvrtého syna britského krále Jiřího III., a přesídlila do Anglie.
Ženich, přes pokročilý věk jedenapadesáti let starý mládenec, se zjevně pro sňatek rozhodl vzhledem k hrozivé situaci stran nástupnictví britského trůnu, k níž došlo, když 6. listopadu 1817 zemřela po porodu mrtvého dítěte Šarlota Augusta, jediná dcera nástupce trůnu, waleského prince Jiřího. Britský trůn neměl jiného následníka v této generaci – další synové krále Jiřího III. neměli děti nebo byli rovněž svobodní nebo jejich děti nebyly legitimní:
Frederik August, vévoda z Yorku, další v nástupnické linii, se rozvedl se svou ženou po 27 letech bezdětného manželství. Proto další dva synové Jiřího III., Vilém, vévoda Clarence (pozdější král Vilém IV.) a Adolf Frederik, vévoda z Cambridge podobně jako Eduard August uzavřeli rychle manželství se záměrem zplodit tolik vytouženého následníka trůnu. Další dva bratři, Ernst August, vévoda z Cumberlandu, a August Frederik, vévoda ze Sussexu, již sice byli ženatí, ale v tomto okamžiku měl vévoda z Cumberlandu dvě mrtvě narozené dcery, zatímco děti vévody ze Sussexu byly vyloučeny z následnictví, neboť manželství jejich rodičů, uzavřené bez králova souhlasu, bylo jako takové podle Royal Marriages Act z roku 1772 neplatné.
Pro záchranu dynastie se tedy v roce 1818 ve věku 51 let oženil i vévoda z Kentu, a to s princeznou Viktorií z dynastie Sachsen-Coburg-Saalfeldské. Svatba se uskutečnila v Koburgu 29. května a 13. července se obřad opakoval v Anglii, v Kew Palace v Surrey. Šlo o dvojitou svatbu, neboť tentýž den se ženil i Eduardův bratr Vilém, vévoda Clarence s jinou německou princeznou, Adelheid von Sachsen-Meiningen.
Z manželství Eduarda a Viktorie se o rok později, 24. května roku 1819, narodilo jediné dítě, dcera:
- Alexandrina Viktorie z Kentu (1819–1901), v letech 1837–1901 britská královna;

O tom, že malá princezna ponese jméno po matce, rozhodl její nejvýznamnější kmotr, strýc král Jiří IV. Další jméno dostala po druhém kmotrovi, ruském carovi Alexandru I. Dítě již v okamžiku svého narození zaujalo páté místo v pořadí následnictví britského trůnu. Princeznin otec, Viktoriin druhý manžel, zemřel nečekaně v lednu roku 1820, osm měsíců po dceřině narození; všechny starosti s dívčinou výchovou spočinuly na Viktoriiných bedrech.
Král Jiří III., otec Viktoriina manžela Eduarda Augusta, zemřel pouhých šest dní po jeho smrti. Žili ovšem starší Eduardovi bratři, z nichž první usedl na trůn jako Jiří IV. a druhý po jeho smrti jako Vilém IV. Protože ani jeden ze starších bratří Viktoriina manžela neměl žádné či legitimní děti, stala se malá princezna Viktorie z Kentu ve svých 11 letech první v pořadí v následnictví britského trůnu (korunní princeznou) po několika potomcích Jiřího III.; byla ve své generaci jedinou dědičkou britského trůnu a po Vilémově smrti 20. června 1837 se stala na příštích bezmála 64 let královnou Spojeného království.

### Vdova
Po smrti svého druhého manžela měla vévodkyně z Kentu jen málo důvodů zůstat ve Velké Británii – neovládala jazyk země, na druhé straně měla palác v Koburgu, ve svém domově, kde mohla šťastně a pohodlně žít z prostředků zděděných po svém prvním manželovi, zesnulém knížeti Leiningen. Avšak následnictví britského trůnu stále nebylo zajištěno: jediný další syn Jiřího III., jenž byl legálně ženat, dosud neměl legitimní potomky. Vévodkyně usoudila, že by se mohlo stát, že by její dcera mohla být opomenuta ve svých nárocích na trůn, kdyby žila ve vzdáleném Koburgu; hledala pomoc u britské vlády, neboť zdědila dluhy svého druhého manžela. Parlament ovšem nebyl ochoten podporovat zchudlé členy panovnického rodu. Vévodkyni bylo dovoleno ubytovat se v Kensingtonském paláci.

### Problémy s králem
Vévodkyně, která skoro nemluvila anglicky, našla oporu u Johna Conroye, irského důstojníka, svého tajemníka. Patrně jeho působením se vztahy mezi jejím domem a králem pokazily. Vilém nebyl smířen s následnictvím své mladé neteře, zatímco vévodkyně, již parlament ustavil princezninou regentkou, o ně usilovala. Popudila krále, když se nastěhovala do Kensingtonského paláce, který král rezervoval pro sebe. To vše vyústilo ve scénu při jedné večeři, kdy král, cítě se uražen vévodkyní a Conroyem, veřejně vyjádřil přání, aby jeho panování trvalo tak dlouho, dokud princezna Viktorie nebude dospělá, a žehral na vliv, který na princeznu mají někteří z jejího okolí.

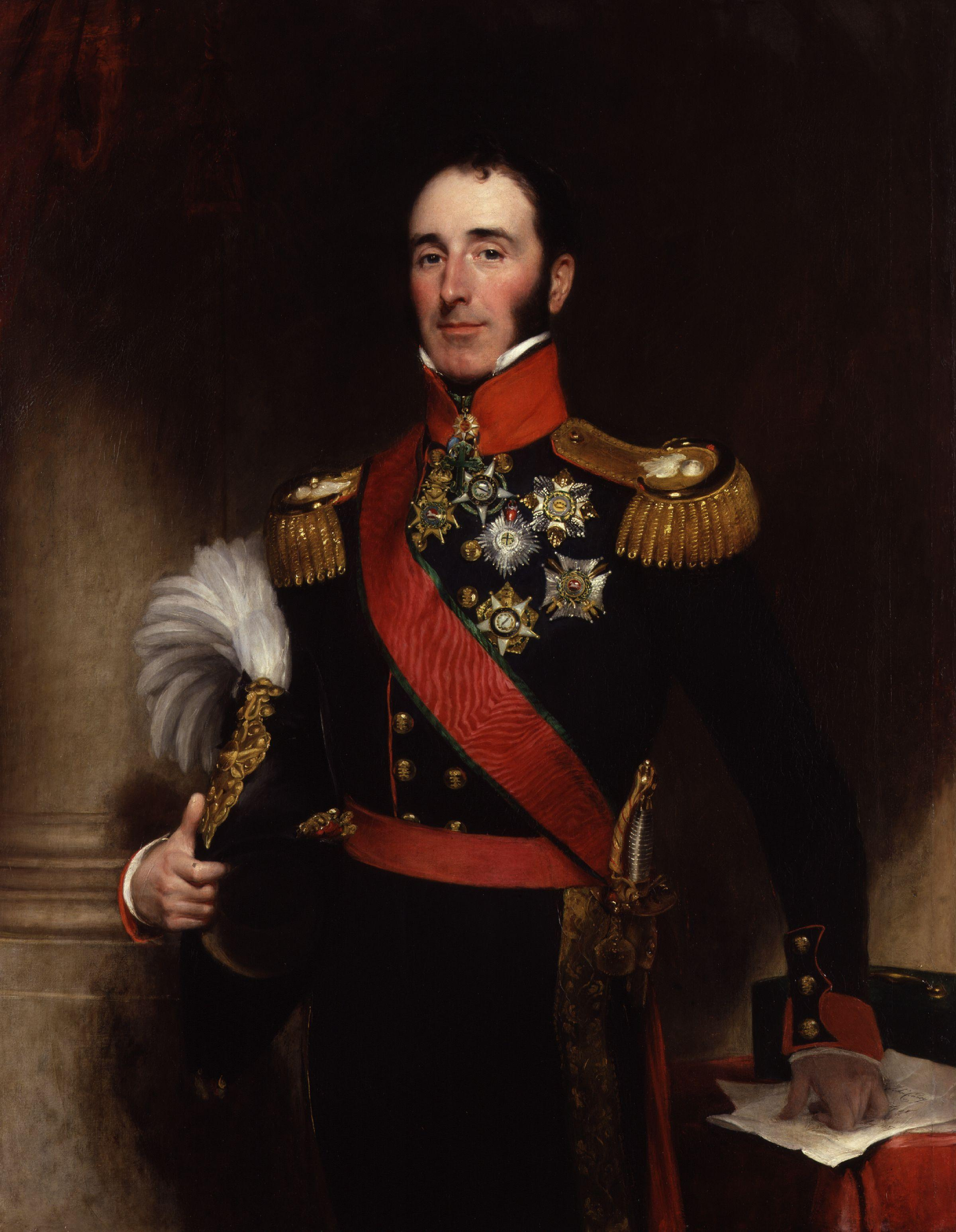
John Conroy

### Vztah vévodkyně z Kentu k Johnu Conroyovi
Záhy se vynořily názory o tom, že John Conroy nebyl jen vévodkynin tajemník a finanční správce, ale i její milenec, ba dokonce že je biologickým otcem malé Viktorie; objevovaly se během celé doby Viktoriina panování. Zkoumání problému jak z historického, tak přírodovědného hlediska nepřineslo ani v současnosti uspokojivé potvrzení a jakékoli závěry jsou stále v rovině spekulací.

### Conroyův komplot
Conroy se snažil prostřednictvím matky budoucí královny dosáhnout vlivu a vysokého postavení. Vkládal velké naděje ve svou zaměstnavatelku a spojoval s ní své vyhlídky: předpokládal, že princezna Viktorie nastoupí na trůn ještě v útlém věku, takže místo ní bude vládnout regent, totiž její matka, vévodkyně z Kentu. Jako její tajemník by byl Conroy "skrytou mocí poza trůnem". Nepočítal s tím, že Viktoriin strýc, král Vilém IV., bude žít tak dlouho, dokud princezna nedosáhne dospělosti. Conroy pěstoval vztahy s vévodkyní, avšak princeznu ignoroval a urážel. Tak na ni nikdy nezískal jakýkoli vliv, přesto se ji snažil přimět k tomu, aby ho po svém nástupu na trůn jmenovala osobním tajemníkem. Tento plán ztroskotal, navíc princezna si dala do spojitosti Conroyovy intriky se svou matkou, když ji nutili podepsat Conroyův jmenovací dekret. Vztahy mezi matkou a dcerou značně utrpěly, dokonce spolu často ani nemluvily; po nástupu mladé Viktorie na trůn nedostal Conroy na jejím dvoře žádný úřad. Když se stala královnou, poslala svou matku daleko od sebe.

### Usmíření
Po narození prvního dítěte mladé královny Viktorie, Princess Royal Viktorie, ocitla se vévodkyně z Kentu neočekávaně opět v milosti své dcery. Je pravděpodobné, že svou roli v tom sehrálo propuštění baronesy Lehzenové, Viktoriiny vychovatelky a společnice, jež inicioval královnin manžel a vévodkynin synovec princ Albert. Především tak byl eliminován vliv baronesy, jež opovrhovala vévodkyní a Conroyem, neboť je podezírala, že jsou milenci. Kromě toho mladá královna byla zcela pod vlivem svého manžela a ten se přimlouval za usmíření mezi svou ženou a svou tchyní (a tetou). Navíc Conroy odešel na kontinent, takže zmizel i tento rušivý prvek. Finance vévodkyně, jež byly díky Conroyovi zcela rozvráceny, byly uvedeny do pořádku poradci její dcery. Vévodkyně se změnila v oddanou babičku a stala se své dceři bližší, než kdy byla v průběhu celého svého života.

## Smrt
Viktorie zemřela ve věku 74 let 17. března 1861 a byla pochována v rodinné hrobce ve Frogmore. Její dcera, královna Viktorie, byla její smrtí velmi zasažena; smrt vévodkyně z Kentu byla první z neblahých událostí katastrofálního roku 1861, které završila smrt královnina manžela prince Alberta.

## Vývod z předků
|                                     |                                                   |  |                             |                                                |  |  |  |  |  |  |  | Jan Arnošt IV. Sasko-Kobursko-Saalfeldský |
|                                     |                                                   |  |                             |                                                |  |  |  |  |  |  |  |                                           |
|                                     | František Josias Sasko-Kobursko-Saalfeldský       |  |                             |                                                |  |  |  |  |  |  |  |                                           |
|                                     |                                                   |  |                             |                                                |  |  |  |  |  |  |  |                                           |
|                                     |                                                   |  |                             | Šarlota Jana Waldecko-Wildungenská             |  |  |  |  |  |  |  |                                           |
|                                     |                                                   |  |                             |                                                |  |  |  |  |  |  |  |                                           |
|                                     | Arnošt Fridrich Sasko-Kobursko-Saalfeldský        |  |                             |                                                |  |  |  |  |  |  |  |                                           |
|                                     |                                                   |  |                             |                                                |  |  |  |  |  |  |  |                                           |
|                                     |                                                   |  |                             | Ludvík Fridrich I. Schwarzbursko-Rudolstadtský |  |  |  |  |  |  |  |                                           |
|                                     |                                                   |  |                             |                                                |  |  |  |  |  |  |  |                                           |
|                                     | Anna Žofie Schwarzbursko-Rudolstadtská            |  |                             |                                                |  |  |  |  |  |  |  |                                           |
|                                     |                                                   |  |                             |                                                |  |  |  |  |  |  |  |                                           |
|                                     |                                                   |  |                             | Anna Žofie Sasko-Gothajsko-Altenburská         |  |  |  |  |  |  |  |                                           |
|                                     |                                                   |  |                             |                                                |  |  |  |  |  |  |  |                                           |
|                                     | František Sasko-Kobursko-Saalfeldský              |  |                             |                                                |  |  |  |  |  |  |  |                                           |
|                                     |                                                   |  |                             |                                                |  |  |  |  |  |  |  |                                           |
|                                     |                                                   |  |                             | Ferdinand Albrecht I. Brunšvicko-Lüneburský    |  |  |  |  |  |  |  |                                           |
|                                     |                                                   |  |                             |                                                |  |  |  |  |  |  |  |                                           |
|                                     | Ferdinand Albrecht II. Brunšvicko-Wolfenbüttelský |  |                             |                                                |  |  |  |  |  |  |  |                                           |
|                                     |                                                   |  |                             |                                                |  |  |  |  |  |  |  |                                           |
|                                     |                                                   |  |                             | Kristýna Hesensko-Eschwegská                   |  |  |  |  |  |  |  |                                           |
|                                     |                                                   |  |                             |                                                |  |  |  |  |  |  |  |                                           |
|                                     | Žofie Antonie Brunšvicko-Wolfenbüttelská          |  |                             |                                                |  |  |  |  |  |  |  |                                           |
|                                     |                                                   |  |                             |                                                |  |  |  |  |  |  |  |                                           |
|                                     |                                                   |  |                             | Ludvík Rudolf Brunšvicko-Wolfenbüttelský       |  |  |  |  |  |  |  |                                           |
|                                     |                                                   |  |                             |                                                |  |  |  |  |  |  |  |                                           |
|                                     | Antonie Amálie Brunšvicko-Wolfenbüttelská         |  |                             |                                                |  |  |  |  |  |  |  |                                           |
|                                     |                                                   |  |                             |                                                |  |  |  |  |  |  |  |                                           |
|                                     |                                                   |  |                             | Kristýna Luisa Öttingenská                     |  |  |  |  |  |  |  |                                           |
|                                     |                                                   |  |                             |                                                |  |  |  |  |  |  |  |                                           |
| Viktorie Sasko-Kobursko-Saalfeldská |                                                   |  |                             |                                                |  |  |  |  |  |  |  |                                           |
|                                     |                                                   |  |                             |                                                |  |  |  |  |  |  |  |                                           |
|                                     |                                                   |  | Jindřich X. Reuss Ebersdorf |                                                |  |  |  |  |  |  |  |                                           |
|                                     |                                                   |  |                             |                                                |  |  |  |  |  |  |  |                                           |
|                                     | Jindřich XXIX. Reuss Ebersdorf                    |  |                             |                                                |  |  |  |  |  |  |  |                                           |
|                                     |                                                   |  |                             |                                                |  |  |  |  |  |  |  |                                           |
|                                     |                                                   |  |                             | Erdmuthe Benigna ze Solms-Laubachu             |  |  |  |  |  |  |  |                                           |
|                                     |                                                   |  |                             |                                                |  |  |  |  |  |  |  |                                           |
|                                     | Jindřich XXIV. Reuss Ebersdorf                    |  |                             |                                                |  |  |  |  |  |  |  |                                           |
|                                     |                                                   |  |                             |                                                |  |  |  |  |  |  |  |                                           |
|                                     |                                                   |  |                             | Wolfgang z Castell-Castellu                    |  |  |  |  |  |  |  |                                           |
|                                     |                                                   |  |                             |                                                |  |  |  |  |  |  |  |                                           |
|                                     | Žofie Teodora z Castell-Remlingenu                |  |                             |                                                |  |  |  |  |  |  |  |                                           |
|                                     |                                                   |  |                             |                                                |  |  |  |  |  |  |  |                                           |
|                                     |                                                   |  |                             | Dorothea Renata zo Zinzendorf-Pottendorfu      |  |  |  |  |  |  |  |                                           |
|                                     |                                                   |  |                             |                                                |  |  |  |  |  |  |  |                                           |
|                                     | Augusta Reuss Ebersdorf                           |  |                             |                                                |  |  |  |  |  |  |  |                                           |
|                                     |                                                   |  |                             |                                                |  |  |  |  |  |  |  |                                           |
|                                     |                                                   |  |                             | Jiří Albrecht II. Erbach-Fürstenau             |  |  |  |  |  |  |  |                                           |
|                                     |                                                   |  |                             |                                                |  |  |  |  |  |  |  |                                           |
|                                     | Jiří August z Erbach-Schönbergu                   |  |                             |                                                |  |  |  |  |  |  |  |                                           |
|                                     |                                                   |  |                             |                                                |  |  |  |  |  |  |  |                                           |
|                                     |                                                   |  |                             | Anna Dorothea Hohenlohe-Waldenburg             |  |  |  |  |  |  |  |                                           |
|                                     |                                                   |  |                             |                                                |  |  |  |  |  |  |  |                                           |
|                                     | Karolína Ernestýna z Erbach-Schönbergu            |  |                             |                                                |  |  |  |  |  |  |  |                                           |
|                                     |                                                   |  |                             |                                                |  |  |  |  |  |  |  |                                           |
|                                     |                                                   |  |                             | Ludvík Kristián Stolberg-Gedern                |  |  |  |  |  |  |  |                                           |
|                                     |                                                   |  |                             |                                                |  |  |  |  |  |  |  |                                           |
|                                     | Ferdinanda Henrietta ze Stolberg-Gedernu          |  |                             |                                                |  |  |  |  |  |  |  |                                           |
|                                     |                                                   |  |                             |                                                |  |  |  |  |  |  |  |                                           |
|                                     |                                                   |  |                             | Kristýna Meklenbursko-Güstrowská               |  |  |  |  |  |  |  |                                           |
|                                     |                                                   |  |                             |                                                |  |  |  |  |  |  |  |                                           |